# サットン郡 (テキサス州)
サットン郡（サットンぐん、英: Sutton County）は、アメリカ合衆国テキサス州の中央部西、エドワーズ高原に位置する郡である。2010年国勢調査での人口は4,128人であり、2000年の4,077人から1.3%増加した。郡庁所在地はソノラ市（人口3,027人）であり、同郡で人口最大の都市でもある。サットン郡は1887年に設立され、郡名は南軍の士官だったジョン・S・サットンに因んで名付けられた。西テキサスでもスピード違反の取締りが厳しい郡であり、年平均で48,000件以上の検挙があった（1人当たりでは10件以上）。この交通違反の大半は郡を二分する州間高速道路10号線を移動する州外のドライバーによるものである。

## 年譜

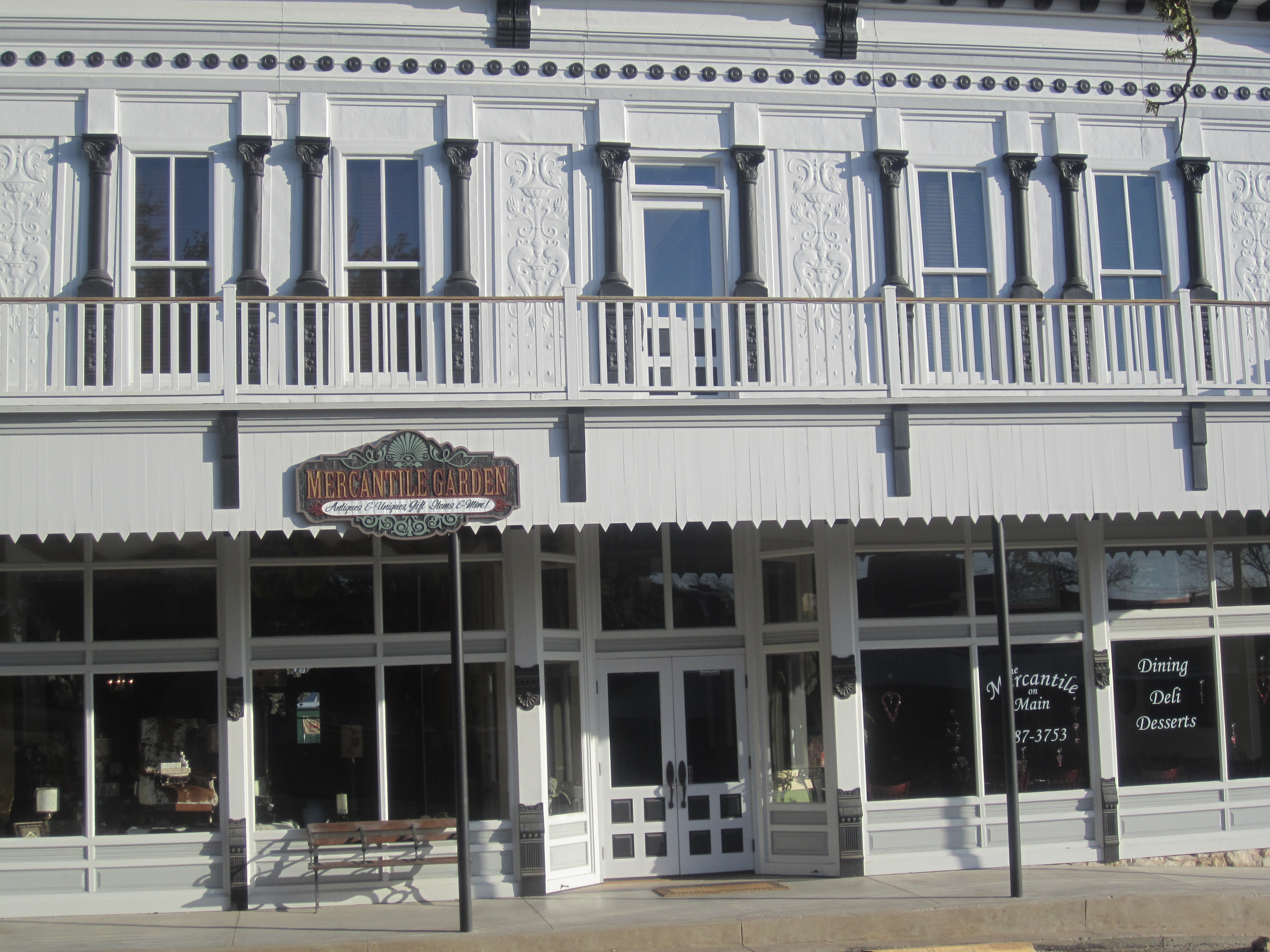
マーカンタイル・ガーデン

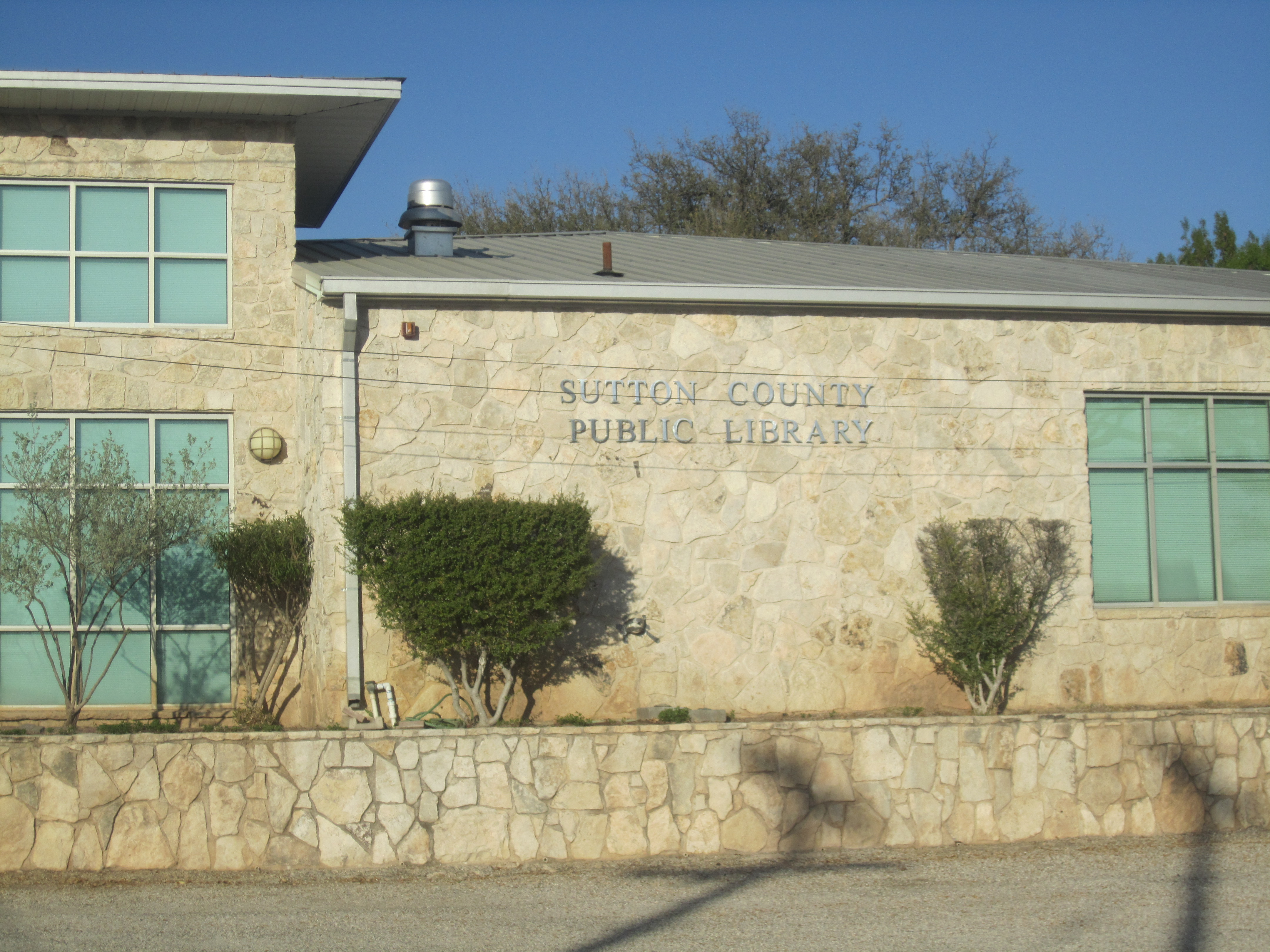
サットン郡図書館

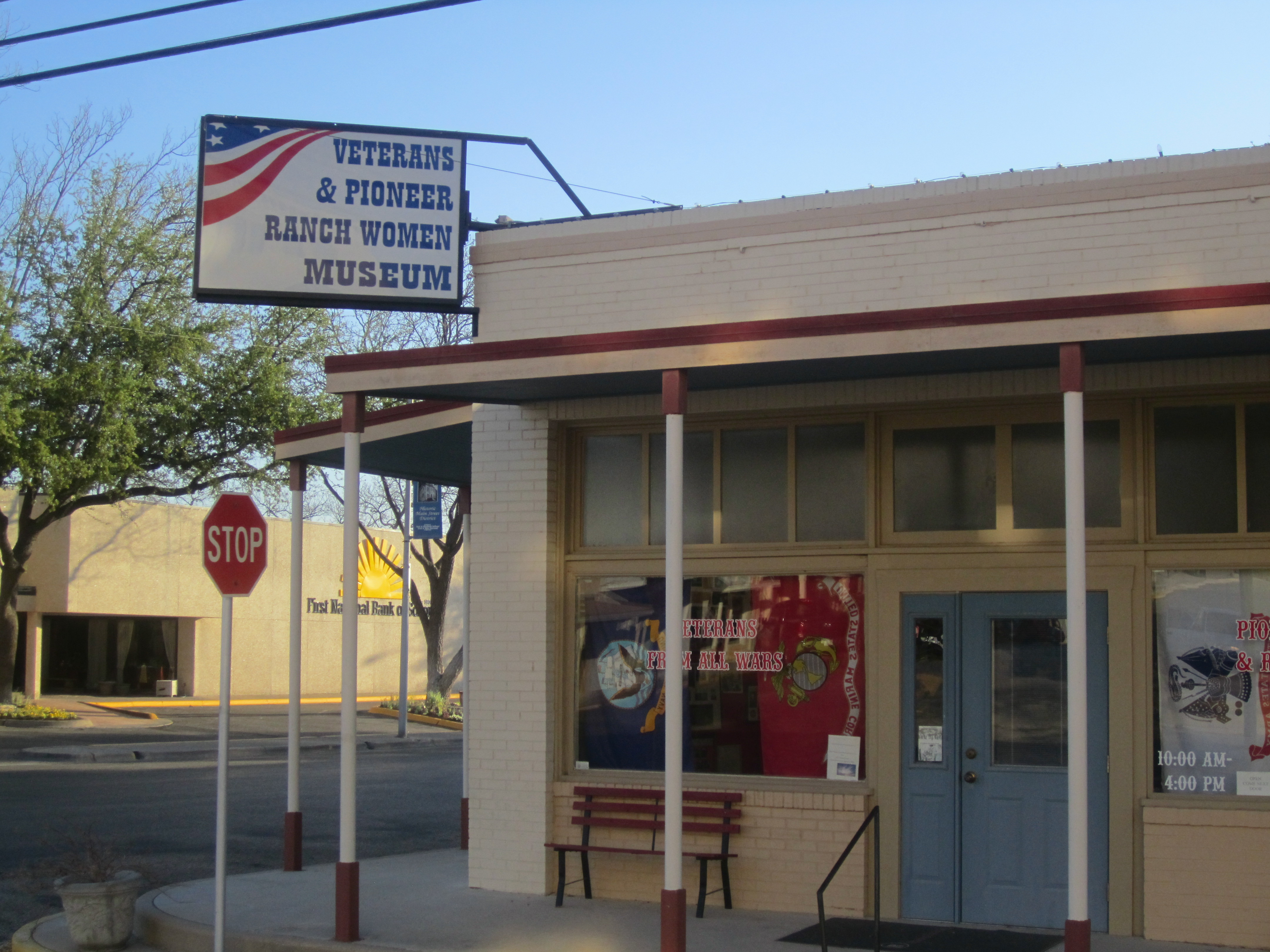
退役兵・パイオニア・牧場・女性博物館

- 紀元前9500年-紀元後1860年代、サットン郡となった地域のパレオ・インディアンが、乳鉢などの道具類と共に、焼いた石の貝塚遺跡を残した。その後、トンカワ族、コマンチ族、リパン・アパッチ族などが住んでいた[4]
- 1736年、ミゲル・デ・ラ・ガルザ・ファルコン中尉が兵士100名を率いてデブリス川流域に入った[5][6]
- 1852年2月2日、コマンチ族から開拓者を守るために、キャンプ・テレット、後のテレット砦が設立された。この砦はヘンリー・ベインブリッジ中佐が建設し、1846年のモンテレーの戦いで戦死したジョン・テレット中尉に因んで名付けた[7]
- 1881年、ティム・バートロングとエド・ウォールがウォールの井戸を発見した。ウェントワースの町が発見された。バートロング牧場が地域で唯一の牧場だった[8]
- 1885年、マカベット砦から来た商人で牧場主でもあったチャールズ・G・アダムズが、ソノラの町を設立し、メキシコのソノラ州から来た家僕に因んで名付けた[9]
- 1887年、テキサス州議会がクロケット郡東部を分離してサットン郡を設立し、南軍の士官だったジョン・スカイラー・サットンに因んで名付けた。[4]
- 1890年、ソノラが郡庁所在地になった[4]
- 1915年、テキサス羊・山羊飼育者協会が設立された[10]
- 1928年、アッチソン・トピカ・アンド・サンタフェ鉄道が、カンザスシティ・メキシコ・アンド・オリエント鉄道を買収し、ソノラとサンアンジェロ、デルリオ、さらには外部世界とを鉄道で繋いだ[4]
- 1930年、ソノラ・ウール・モヘア会社が設立された[4]
- 1936年、雇用促進局の動きで地元経済が救われた[4]
- 1958年8月1日、ソノラ市民空港が開港した[11]
- 1960年7月16日、ソノラ洞窟群が一般公開された[12]
- 1965年、ソノラ洞窟群が国定自然ランドマークに指定された[13]
- 1975年、石油事業家ビル・ノエルがフォートテレット牧場を取得し、産出量が増えているピーカンの栽培に用いた[14]

## 地理
アメリカ合衆国国勢調査局に拠れば、郡域全面積は1,454平方マイル (3,766 km2)であり、このうち陸地1,453平方マイル (3,7634 km2)、水域は1平方マイル (3 km2)で水域率は0.04%である。

### 主要高規格道路
- 州間高速道路10号線
- アメリカ国道277号線

### 隣接する郡
- シュライヒャー郡 - 北
- キンブル郡 - 東
- エドワーズ郡 - 南
- バルベルデ郡 - 南西
- クロケット郡 - 西

## 人口動態
以下は2000年の国勢調査による人口統計データである。
| 基礎データ - 人口: 4,007人 - 世帯数: 1,515 世帯 - 家族数: 1,145 家族 - 人口密度: 1人/km2（3人/mi2） - 住居数: 1,998軒 - 住居密度: 1軒/km2（1軒/mi2） 人種別人口構成 - 白人: 45.28% - アフリカン・アメリカン: 0.25% - ネイティブ・アメリカン: 0.42% - アジア人: 0.17% - その他の人種: 2.27% - 混血: 1.62% - ヒスパニック・ラテン系: 49.99% 年齢別人口構成 - 18歳未満: 28.8% - 18-24歳: 6.7% - 25-44歳: 27.7% - 45-64歳: 24.4% - 65歳以上: 12.5% - 年齢の中央値: 36歳 - 性比（女性100人あたり男性の人口） - 総人口: 99.5 - 18歳以上: 96.0 | 世帯と家族（対世帯数） - 18歳未満の子供がいる: 38.2% - 結婚・同居している夫婦: 63.6% - 未婚・離婚・死別女性が世帯主: 7.7% - 非家族世帯: 24.4% - 単身世帯: 22.6% - 65歳以上の老人1人暮らし: 9.6% - 平均構成人数 - 世帯: 2.67人 - 家族: 3.15人 収入と家計 - 収入の中央値 - 世帯: 34,385米ドル - 家族: 38,143米ドル - 性別 - 男性: 31,193米ドル - 女性: 18,587米ドル - 人口1人あたり収入: 17,105米ドル - 貧困線以下 - 対人口: 18.0% - 対家族数: 14.1% - 18歳未満: 25.2% - 65歳以上: 16.1% |

## 都市と町
- フォートテレット
- オーウェンビル
- ソノラ - 郡庁所在地

## 教育
サットン郡の公共教育はソノラ市に本部を置くソノラ独立教育学区が管轄している。
Sutton County is served by the Sonora Independent School District based in Sonora.